# Kattepura Forest, Somvarpet
Kattepura Forest là một làng thuộc tehsil Somvarpet, huyện Kodagu, bang Karnataka, Ấn Độ.